# Jan Heřmánek
Jan Heřmánek (28 maggio 1907 – Praga, 13 maggio 1978) è stato un pugile cecoslovacco.

## Palmarès

### Olimpiadi
- 1 medaglia:
  - 1 argento (Amsterdam 1928 nei pesi medi)